# Лайтнін Слім
Ла́йтнін Слім (англ. Lightnin' Slim), справжнє ім'я От́іс Ве́рріс Гікс (англ. Otis Verries Hicks); 13 березня 1913, Нашвілл, Теннессі — 27 липня 1974, Детройт, Мічиган) — американський блюзовий музикант, представник луїзіанського блюзу (свомп-блюз).

## Біографія
Отіс Верріс Гікс народився 13 березня 1913 року на фермі біля міста Сент-Луїс, Міссурі. У віці 13 років переїхав в Батон-Руж, штат Луїзіана. Від батька отримав перші уроки гри на гітарі, а пізніше від старшого брата Лейфілда. Наприкінці 1940-х років грав у барах Батон-Ружа або в складі гурту Біга Поппа, або сольно.
В 1950-х роках разом з Скулбоєм Клівом (губна гармоніка) виступав в клубах і на радіо. Місцевий диск-жокей Рей «Діггі Ду» Мідерс познайомив Сліма з Джей-Ді Міллером і вмовив його записати музиканта. У 1954 році Слім дебютував на Feature Records Міллера з піснею «Bad Luck Blues». Починаючи з середини 1950-х років записувався впродовж 12 років на лейблі Excello, де часто співпрацював зі своїм родичем Слімом Гарпо і Лейзі Лестером. у 1959 році його сингл «Rooster Blues» посів 23-є місце в чарті R&B Singles журналу «Billboard». «Mean Old Lonesome Train» і «Hoodoo Man Blues» також стали популярними.
Коли інтерес до свомп-блюзу став зникати, Слім залишив музику і почав працювати на ливарному заводі у місті Понтіак, штат Мічиган. Ця робота позначилась на здоров'ї музиканта і в результаті постійного впливу високих температур у Сліма були обпалені руки.
Музикант був заново відкритий Фредом Райфом в 1970 році, у Понтіаку, де той жив у найманій кімнаті в будинку сестри Гарпо. Райф незабаром переконав його повернутися і уклав новий контракт з Excello. Його першим виступом став концерт-возз'єднання з Лейзі Лестером в 1971 році на фолк-фестивалі Чиказького університету.
У 1970-х роках гастролював в Європі, Великій Британії і виступав на джазовому фестивалі у Монтре у Швейцарії, де йому акомпанував Вісперінг Сміт на гармоніці. Останній раз гастролював у Великій Британії в 1973 році у складі American Blues Legends.
Помер 27 липня 1974 року від раку шлунка у віці 61 року в Детройті, Мічиган.

## Дискографія

### Альбоми
- Rooster Blues (Excello, 1960)
- A Long Drink of the Blues (Stateside, 1964); спільний альбом зі Слімом Гарпо
- Lightnin' Slim's Bell Ringer (Excello, 1965)
- High and Low Down (Excello, 1971)
- London Gumbo (Excello, 1972)

### Вибрані сингли
- «Mean Ole Lonesome Train»/«I'm Grown» (Excello, 1957)
- «I'm a Rollin' Stone»/«Love Me Mama» (Excello, 1957)
- «Hoo Doo Blues»/«It's Mighty Crazy» (Excello, 1957)
- «Rooster Blues»/«G.I. Slim» (Excello, 1959)